# Sättigungsmenge (Wirtschaft)

Abb. 1) Beispiel einer (linearen) Nachfragekurve mit einer Sättigungsmenge von

Die Sättigungsmenge ist in der Volkswirtschaftslehre diejenige Nachfragemenge, bei der ein Wirtschaftssubjekt oder Aggregate von Wirtschaftssubjekten ihre Nachfrage nach einem bestimmten Gut oder einer bestimmten Dienstleistung vollständig befriedigen können.
Eine darüber hinausgehende weitere Güternachfrage würde einen Grenznutzen von null oder sogar einen negativen Grenznutzen ergeben. In einer Nachfragefunktion ist der Sättigungsmenge {\displaystyle a} der Preis {\displaystyle p=0} zugeordnet, so dass die Definitionsgleichung lautet:
{\displaystyle a=x(p=0)}.
Die Annahme von Sättigungsmengen stellt einen Verzicht auf das in der Nachfragetheorie des Privathaushalts übliche Nichtsättigungsaxiom dar. Dies impliziert Nutzenfunktionen mit Maximalwert.

## Sättigungsmenge und Preis
Dem Gesetz der Nachfrage zufolge sinkt auf dem Gütermarkt bei steigendem Güterpreis die Güternachfrage. Es wird ein Preis erreicht, bei dem es keine Nachfrage {\displaystyle D} mehr gibt (Prohibitivpreis: {\displaystyle D=0}). Selbst bei einem Preis von null (etwa bei Freibier; {\displaystyle p=0}) gibt es für Nachfrager eine Grenze für den Konsum – das ist die Sättigungsmenge. Legt man das Gesetz vom abnehmenden Grenznutzen zugrunde, liegt die Sättigungsmenge beim Grenznutzen von null.
In der Nachfragefunktion gibt es zwei Extremwerte, den Prohibitivpreis mit vollkommen elastischer Nachfrage ({\displaystyle \eta =\infty }) und die Sättigungsmenge mit vollkommen unelastischer Nachfrage ({\displaystyle \eta =0}).

## Bestimmung der Sättigungsmenge
In einer aggregierten Nachfragefunktion ist der Sättigungsmenge durch
{\displaystyle a=Q(P=0)},
d. h. ihr ist der Preis Null zugeordnet. Bei einer regulär verlaufenden linearen Nachfragefunktion
{\displaystyle Q(P)=a-bP,\quad a,b>0}
markiert die Sättigungsmenge den Abschnitt der Nachfragekurve auf der Mengenachse, während der Prohibitivpreis den Achsenabschnitt auf der Preisachse bildet.

## Investition und Konsum
Wird bei Investitionen {\displaystyle I} und Konsum {\displaystyle K} die Sättigungsmenge {\displaystyle a} nicht erreicht, liegt Unterinvestition {\displaystyle I_{u}} oder Unterkonsum {\displaystyle K_{u}} vor:
{\displaystyle I_{u}=a<I} bzw.
{\displaystyle K_{u}=a<K}.
Es handelt sich um Überinvestition oder Überkonsum, wenn die Sättigungsmenge bei Investitionen auf dem Investitionsgütermarkt oder beim Konsum auf dem Konsumgütermarkt überschritten wird.

## Betriebswirtschaftslehre
In der betriebswirtschaftlichen Absatzwirtschaftslehre, die aus der Mikroökonomie entwickelt worden ist, wird die Nachfragefunktion Preis-Absatz-Funktion genannt. Bei einer normal verlaufenden linearen Preis-Absatz-Funktion
{\displaystyle Q(P)=a-bP,\quad a,b>0}
markiert die Sättigungsmenge den Abschnitt der Nachfrage- oder Preisabsatzkurve auf der Mengenachse, während der Prohibitivpreis den Abschnitt auf der Preisachse bildet.

## Wirtschaftliche Aspekte
Freie Güter (wie Luft, teilweise auch Trinkwasser) weisen keine Knappheit auf, so dass sie von jedem Wirtschaftssubjekt bis zu dessen Sättigungsmenge konsumiert werden können. Da dem Wirtschaftssubjekt durch ein freies Gut keine Faktorkosten entstehen, wird er es solange konsumiert, bis ihm der Konsum einer weiteren Einheit keinen zusätzlichen Nutzen mehr stiftet, d. h. bis der Grenznutzen null ist. Die weitaus meisten Güter sind jedoch knapp und weisen einen Marktpreis auf. Unter der Voraussetzung des Sättigungsgesetzes ist der Grenznutzen für knappe Güter zunächst positiv (Wachstum), die Sättigungsgrenze wird bei einem Grenznutzen von „null“ (dem Nutzenmaximum) erreicht. Bei der Sättigungsmenge können die Wirtschaftssubjekte ihre Bedürfnisse mithin vollständig befriedigen, so dass eine weitere Nachfrage nicht mehr stattfindet, denn dadurch würde es zu einem negativen Grenznutzen kommen („Übel“).
Vertreter der Sättigungsthese weisen darauf hin, dass Volkswirtschaften ohnehin nicht über längere Zeiträume hinweg mit konstanten Wachstumsraten wachsen können. Grund sind bereits die Konjunkturzyklen, die zwischen Aufschwung → Hochkonjunktur (Boom) → Stagnation → Sättigung → Abschwung → Rezession → Aufschwung schwanke.